# Hipólito
Hipólito är en udde i Antarktis. Den ligger i Västantarktis. Argentina, Chile och Storbritannien gör anspråk på området.
Terrängen inåt land är bergig åt nordväst, men åt sydväst är den kuperad. Havet är nära Hipólito åt sydost.  Trakten är obefolkad. Det finns inga samhällen i närheten. 